# Andrej Žnidarčič (duhovnik)
Andrej (Franc Ksaverij) Žnidarčič (tudi Jakoslav Žnidarčič), slovenski katoliški duhovnik, šolnik in narodni buditelj, * 2. december 1835, Gradišče nad Prvačino, † 30. julij 1913, Šempeter pri Gorici.

## Življenje in delo
Oče mu je bil kmet Anton, mati mu je bila kmetica Marijana (rojena Francetič). Gimnazijo je obiskoval v Gorici (1849–1857), tam tudi študiral bogoslovje in bil 1860 posvečen. Od 1861 je Kaplanoval na Srpenici in Kobaridu (1864–1868), nato je bil vikar na Ponikvah (1868–1870), na Banjšicah (1871–1880) in od 1880 v Gradnem. Po upokojitvi 1908 je živel v Šempetru. V Višnjeviku pri Dobrovem v Brdih so mu leta 1971 odkrili spominsko ploščo.
Povsod, kjer je služboval, je deloval v duhu narodne probuje, gospodarskega napredka in izobraževanja. V Kobaridu sta ga podpirala dekan Andrej Jekše in župan Izidor Pagliaruzzi (oče pesnika Josipa Pagliaruzzija). V Brdih je oživil slovensko narodno gibanje. V Gradnem je z vplivnimi občani 1882 ustanovil in 28 let vodil narodno obrambno društvo »Slovenski jez«, ki se je upiralo organizaciji »Lega nazionale«, ker je vsiljevala Brdom italijansko šolo. Januarja 1885 je objavilo izjavo (Soča, 1885, št. 2), v kateri brani Simona Gregorčiča pred Mahničevimi napadi in ga prosi, naj ne opusti pesnjenja. Za narodno probujo Slovencev na Goriškem in v Beneški Sloveniji se je boril tudi s pisano besedo. Članke je objavljal v raznih listih. Pisal je o gospodarstvu in političnih razmerah na Goriškem, šolstvu, neenakopravnosti slovenščine, zahteval priključitev Beneške Slovenije v upravnem in cerkvenem oziru h Goriški, vojni 1866 in posledicah za Slovovenijo. Politično je pripadal naprednim duhovnikom, kakršna sta bila npr. na Koroškem Matija Majar in Andrej Einspieler.
Ko je Cerkev z novim ljudskošolskim zakonom iz leta 1868 izgubila vrhovno vodstvo in nadzorstvo nad šolo, ne pa tudi vpliva nanjo, so številni duhovniki tej brezbožni šoli nasprotovali. Žnidarčič pa je z njo sodeloval, ker je vedel, da bo s šolo dvignil izobrazbo ljudstva in se z njo lahko uprl raznarodovanju. Že 1861 je na Srpenici ustanovil zasilno ljudsko šolo in v njej poučeval. Na Banjšicah je sestavil priročnike za računstvo Ključ za poštevanje, razčitavanje i metrično mero (1873, samozal.), Pojasnilo »Ključa« (1873), Nauk o desetnih (decimalnih) razlomcih (1875) in Abecednico s podobami za čitanje i čtetje (1873, samozal.), ki je bil edini abecednik Primorske v tem času. Abecednica je pomembna v metodičnem pogledu, ker je izvirno zgrajen priročnik za bralni pouk po analitično-sintetični metodi, pa tudi zato, ker sodi Žnidarčič med tiste slovenske abecednikarje (Primož Trubar, Sebastijan Krelj, Marko Pohlin, Peter Dajnko, Franc Serafin Metelko, Janoš Murkovič), ki so hoteli reformirati ali črkopis ali jezik, včasih pa oboje. Zanimiv je uvod učiteljem, v katerem Žnidarčič primerjalno z drugimi slovanskimi jeziki razlaga fonetiko in navaja med drugimi glasovi tudi ć; od tod je razumljivo, da se je pogosto podpisoval Žnidarčić. Razvidna je tudi težnja po vseslovanskem jeziku pod vplivom M. Majarja in drugih. Uvod je glede na tedanjo skromno izobrazbo učiteljev (od 1851 do izida te knjižice so se izobraževali v dveletnih tečajih) prezahteven in ni primeren za učbenik. Tako mu je pisal tudi Fran Miklošič: »Vašo reformo bo le tisti razumel, ki ima ravno tako temeljito znanje jezikov kakor Vi.« 
Napisal je tudi brošuro Liturgični jeziki (1892) in Slovensko himno (1883, samozal.). Njegovo Briško budnico je uglasbil Hrabroslav Volarič.